# Triodanis lamprosperma
Triodanis lamprosperma är en klockväxtart som beskrevs av Mcvaugh. Triodanis lamprosperma ingår i släktet indianspeglar, och familjen klockväxter. Inga underarter finns listade i Catalogue of Life.